# Zdravniški recept
Zdravniški recept, okrajšano Rp, ℞ ali Rx (ime in kratica izhajata iz latinskega velelnika recipere = vzemi, iz recipere = vzeti) je pisno navodilo zdravnika lekarnarju, kakšno zdravilo naj pripravi oziroma izda. Gre za javno listino, ki jo na uradno veljavnem receptnem obrazcu izda strokovnjak, ki je usposobljen in pooblaščen za predpisovanje zdravil.

## Vrste zdravniških receptov
Običajni recept se uradno imenuje neobnovljivi zdravniški recept in nanj predpisano zdravilo se sme izdati le enkrat. Obnovljivi zdravniški recept je recept, na katerega se sme zdravilo večkrat izdati, posebni zdravniški recept pa je na uradno veljavnem receptnem obrazcu napisan zdravniški recept, ki se izdaja v dveh izvodih, z navedeno zaporedno številko iz uradno pečatene knjige evidenc o izdanih receptih, ki jo vodijo predpisovalci receptov in lekarne, ki takšna zdravila izdajajo. Na posebni zdravniški recept se predpisujejo zdravila, ki vsebujejo določene narkotične in psihotropne snovi.

### Zeleni in beli recepti
O zelenem receptu govorimo, kadar je zdravilo predpisano za zdravstvenega zavarovanca. Plačnik zdravila in storitve za zavarovance je v določenem deležu izvajalec osnovnega zdravstvenega zavarovanja glede na uvrstitev zdravila na listo zdravil. Tak recept je (v papirnati obliki) na zelenem receptnem obrazcu. Beli recept, ki se v papirnati obliki izdaja na belem receptnem obrazcu, pa se izdaja za samoplačnike.

### Papirnati in elektronski recepti
Elektronski recepti (ali e-recepti) so zdravniški recepti, zapisani v elektronski obliki in se v Sloveniji uporabljajo na primarni ravni od 2. novembra 2015. Od 1. februarja 2016 je njegova uporaba obvezna tudi na sekundarni in terciarni ravni. Papirnati recepti se izdajo izjemoma, in sicer za nujne izdaje in v primeru nedelovanja informacijskega sistema. Beli recepti se izdajajo v papirni obliki, lahko se pa tudi zapišejo v elektronski obliki.

## Sestava recepta
Recept je sestavljen iz administrativnega in strokovnega dela. Administrativni del vsebuje podatke o uporabniku zdravila, o zdravniku in o plačniku zdravila. Strokovni del vsebuje ime zdravila, število enot zdravila, odmerjanje in način uporabe zdravila.
Recept mora vsebovati najmanj naslednje podatke:

1. lastniško ali nelastniško (generično) ime zdravila;

2. farmacevtsko obliko in jakost zdravila, če je potrebno;

3. količino zdravila, ki je praviloma izražena s številom originalnih pakiranj, izjemoma pa je lahko izražena tudi s številom odmernih enot ali dni zdravljenja;

4. odmerjanje in način uporabe zdravila;

5. lastnoročni podpis z osebnim žigom ter telefonsko številko zdravnika;

6. datum izdaje recepta;

7. ime, priimek in naslov uporabnika zdravila;

8. mesec in leto rojstva ter spol uporabnika zdravila.